# Panoplosaurus
Panoplosaurus là một chi khủng long, được Lambe mô tả khoa học năm 1919.